# Brunella Gasperini
Bianca Robecchi, detta Brunella, coniugata Gasperini (Milano, 22 dicembre 1918 – Milano, 7 gennaio 1979), è stata una giornalista e scrittrice italiana.

## Biografia
Trascorse la maggior parte della sua vita tra Milano, la sua città natale, e San Mamete, piccola frazione della Valsolda, sul Lago di Lugano. Conclusa una breve parentesi come insegnante nell'immediato dopoguerra, iniziò a collaborare con il Corriere della Sera e diversi periodici Rizzoli all'inizio degli anni cinquanta, distinguendosi immediatamente per una visione moderna e progressista sulle questioni che avrebbero dominato la società italiana negli anni successivi.
La rubrica "Ditelo a Brunella", in particolare, fu pubblicata su Annabella per venticinque anni, e la vide stabilire un dialogo aperto e franco con i suoi lettori su tematiche come il divorzio, l'aborto, la famiglia e la politica. Analoghe tematiche affrontò nella sua rubrica "Lettere a Candida", pubblicata per molti anni su Novella.
Nel 1956 pubblicò il suo primo romanzo, L'estate dei bisbigli (precedentemente uscito a puntate su Annabella), a cui fecero seguito Io e loro: cronache di un marito (1959), Rosso di sera (1964), A scuola si muore (1975) e Grazie lo stesso (1975), tutti editi da Rizzoli. Pubblicò inoltre l'ironico manuale Il Galateo di Brunella Gasperini (Sonzogno, 1975) e l'autobiografia Una donna e altri animali (Rizzoli, 1978). Una selezione dei suoi editoriali e delle lettere pubblicate su Annabella è stata raccolta nei postumi Così la penso io (Rizzoli, 1979) e Più botte che risposte (Rizzoli, 1981). Dal 2020 i libri di Brunella Gasperini sono ristampati dalla casa editrice siciliana GAEditori.
I suoi libri sono stati tradotti e pubblicati con successo in varie lingue, fra cui tedesco, francese, spagnolo e ungherese. Dal matrimonio con Adelmo Gasperini (chiamato da tutti Mino e da Brunella "compagno della mia vita") ebbe due figli: Massimo, ingegnere e scultore (1946-2013), e Nicoletta (1950-1989), anche lei giornalista, che collaborò assiduamente con diversi settimanali e riviste musicali.
Cardiopatica, a inizio 1979, all'età di 60 anni, dovette essere ricoverata all'Ospedale Fatebenefratelli e Oftalmico di Milano, dove domenica 7 gennaio venne colpita da un infarto fatale.

## Opere

### Narrativa
- L'estate dei bisbigli, romanzo, Rizzoli, 1956
- Le vie del vento, romanzo, Rizzoli, 1957
- Fanali gialli, romanzo, Rizzoli, 1957
- Le note blu, romanzo, Rizzoli, 1958
- Le ragazze della villa accanto, romanzo, Rizzoli, 1958
- Io e loro: cronache di un marito, "cronache familiari", Rizzoli, 1959
- Ero io quella, romanzo, Rizzoli, 1960
- Lui e noi: cronache di una moglie, "cronache familiari", Rizzoli, 1961
- Rosso di sera, romanzo, Rizzoli, 1964
- Noi e loro: cronache di una figlia, "cronache familiari", Rizzoli, 1965
- I fantasmi nel cassetto, "romanzo autobiografico", Edizioni di Novissima, 1970
- Luna straniera, romanzo, AMZ, 1973
- Siamo in famiglia, riedizione in unico volume delle"cronache familiari", Rizzoli, 1974
- A scuola si muore, romanzo, Rizzoli, 1975
- Il buio alle spalle, romanzo, AMZ, 1975
- Grazie lo stesso, romanzo, Rizzoli, 1976
- Storie d'amore storie d'allegria, racconti, Rizzoli, 1976
- Una donna e altri animali, "romanzo autobiografico", Rizzoli, 1978

### Saggi e raccolte
- 1957 Dopo di lei, signora, Rizzoli
- 1960 Sposarsi è facile ma...  Rizzoli
- 1968 Vivere oggi...  testi di Brunella Gasperini, disegni di Guido Stefanini, Fabbri (dispense)
- 1974 Cos'è una donna: problemi e segreti delle adolescenti, Marietti
- 1975 I problemi sessuali e psicologici dell'adolescenza,  AMZ
- 1975 I problemi sessuali e psicologici prima del matrimonio, AMZ
- 1975 Cos'è conoscersi: problemi e rapporti col tuo ragazzo, Marietti
- 1975 Il galateo di Brunella Gasperini manuale, Sonzogno
- 1976 I problemi sessuali e psicologici della coppia,   AMZ
- 1976 Di chi è la colpa : capire e risolvere i problemi del matrimonio, Marietti
- 1979 Così la penso io  raccolta degli editoriali 77-79, Rizzoli
- 1981 Più botte che risposte selezione lettere ad Annabella 54-79, Rizzoli

Tutti i dati si riferiscono alle prime edizioni, la maggior parte dei libri è stata più volte ristampata da Rizzoli, Baldini&Castoldi, AMZ, Fabbri, Sonzogno e dal 2020 da GAEditori.